# Ceratothrips ericae
Thrips des Bruyères
Espèce
Synonymes
- Thrips ericae Haliday, 1836
- Oxythrips parviceps Uzel, 1895
- Ceratothrips trybomi O. M. Reuter, 1899
- Thrips piceicornis O. M. Reuter, 1899
- Oxythrips brevicollis Bagnall, 1911
- Oxythrips pallens Priesner, 1919
- Amblythrips ericicola Bagnall, 1927
- Taeniothrips remaudierei Bournier, 1975

Ceratothrips ericae, le Thrips des Bruyères, est un thrips de la famille des Thripidae du super-ordre des Paranéoptères. Cet insecte de 1 mm de long est connu pour sa pollinisation de la Bruyères des marais, de la Callune et du Raisin d'Ours dont elle est inféodée en Europe.

## Écologie
La corolle semi-fermée de la Bruyère des marais et du Raisin d'Ours loge la femelle du Thrips des Bruyères ; elle y pond ses œufs. Les larves comme l'imago se nourrissent du nectar et du pollen fournit par la plante. Seules les femelles sont ailées, les mâles, incapables de se déplacer restent ad vitam au sein de la corolle où ils sont nés. À l'instar des autres Thrips, les ailes, bordées de soies longues et fines, se mettent en place tardivement lors de leur développement. Lors de la reproduction, ce sont les femelles qui recherchent les mâles pour s'accoupler. Pour ce faire, elles visitent les fleurs semi-fermées les unes après les autres au rythme de leur maturation, ce qui permet la pollinisation croisée. Néanmoins, il semble que la pratique de l'auto-fécondation soit plus fréquente chez la Bruyère des marais et le Raisin d'Ours (80%),.
En Ouganda, Ceratothrips ericae est considérée comme un parasite des cultures de tomates et de piments. Cette apparente incohérence entre les différences profondes de comportement de cette espèce est peut-être due à des données incomplètes sur son écologie et sa détermination.

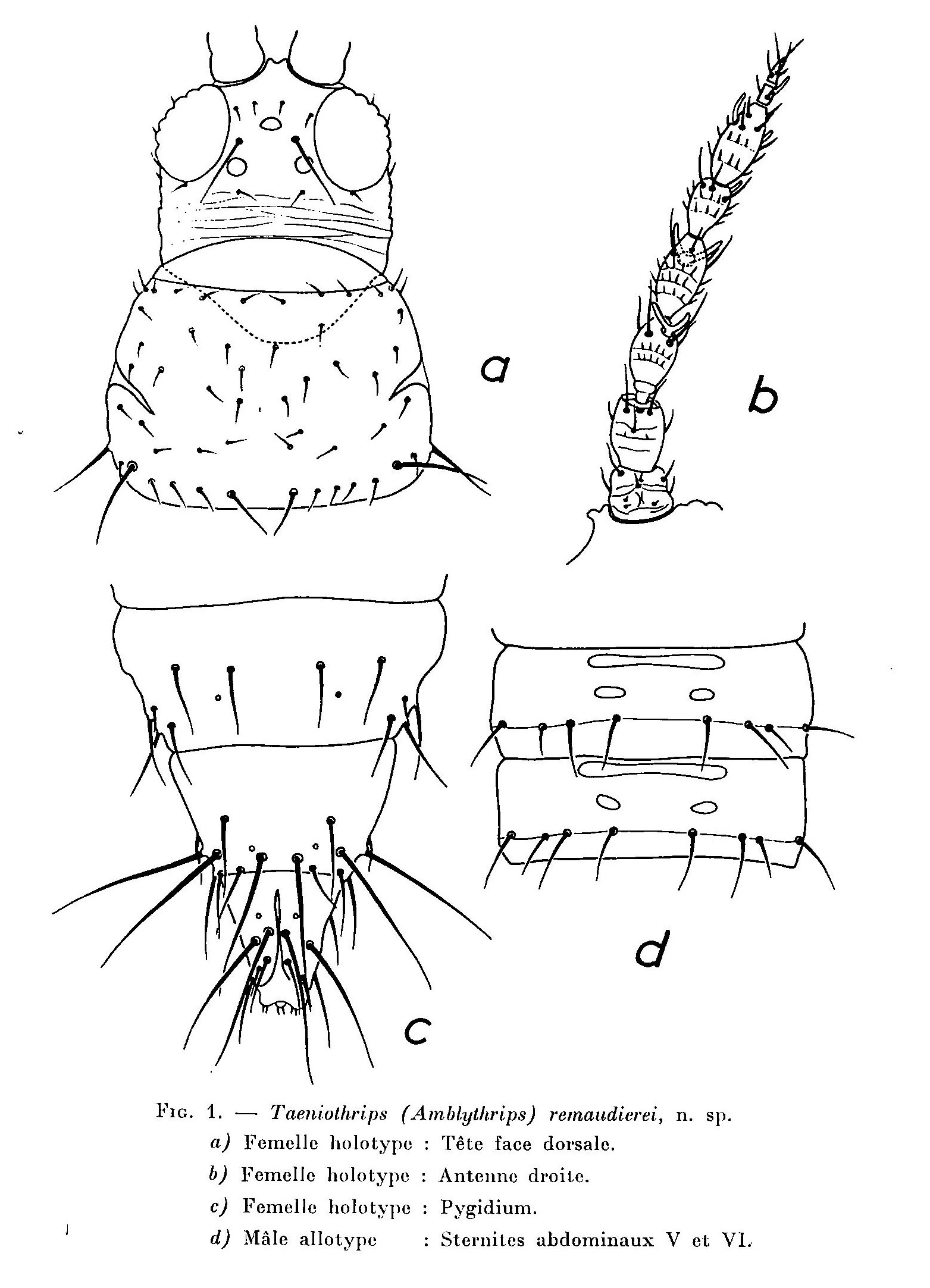
Détails morphologiques du Thrips des Bruyères
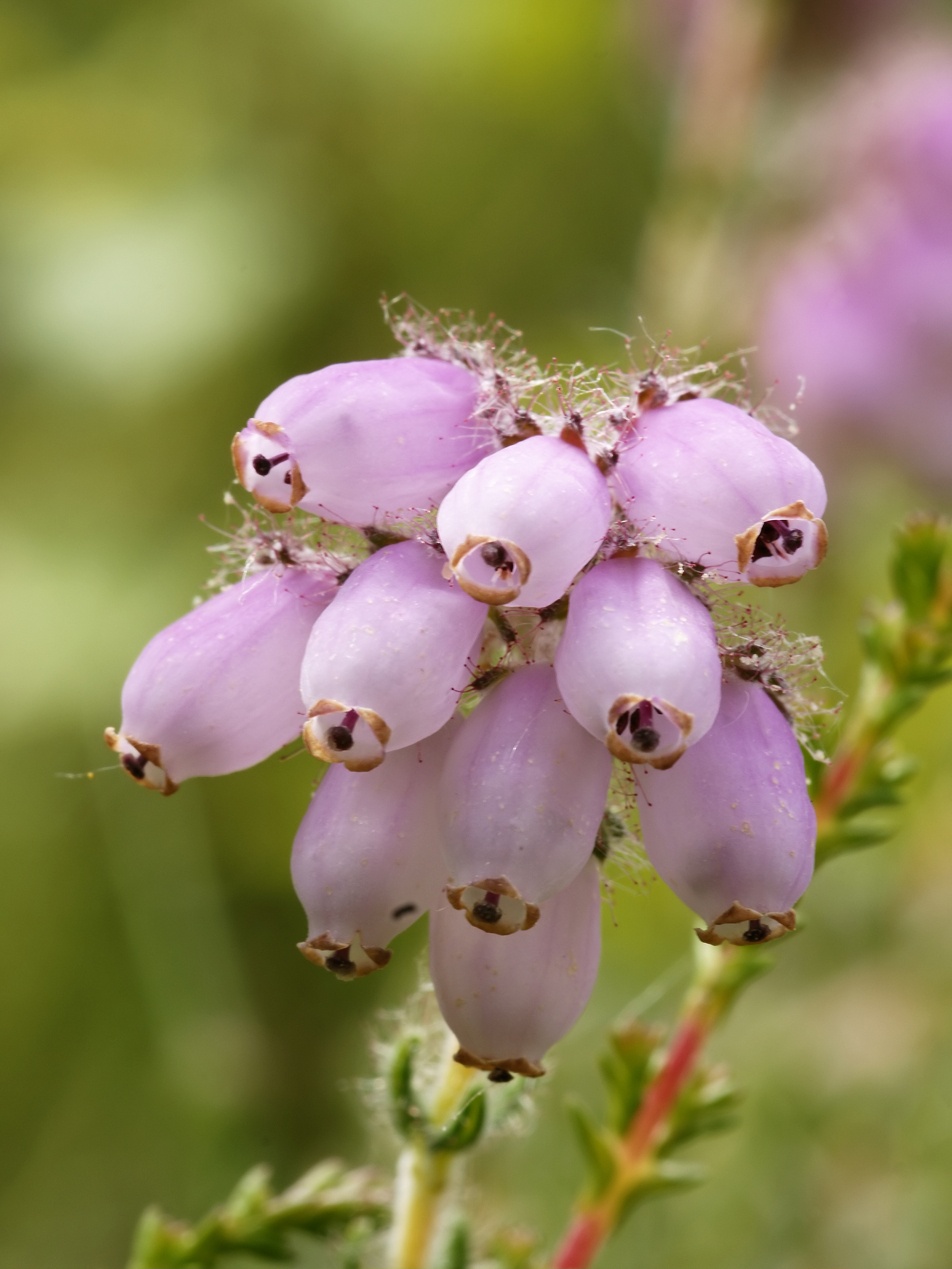
Corolles de Bruyère des marais
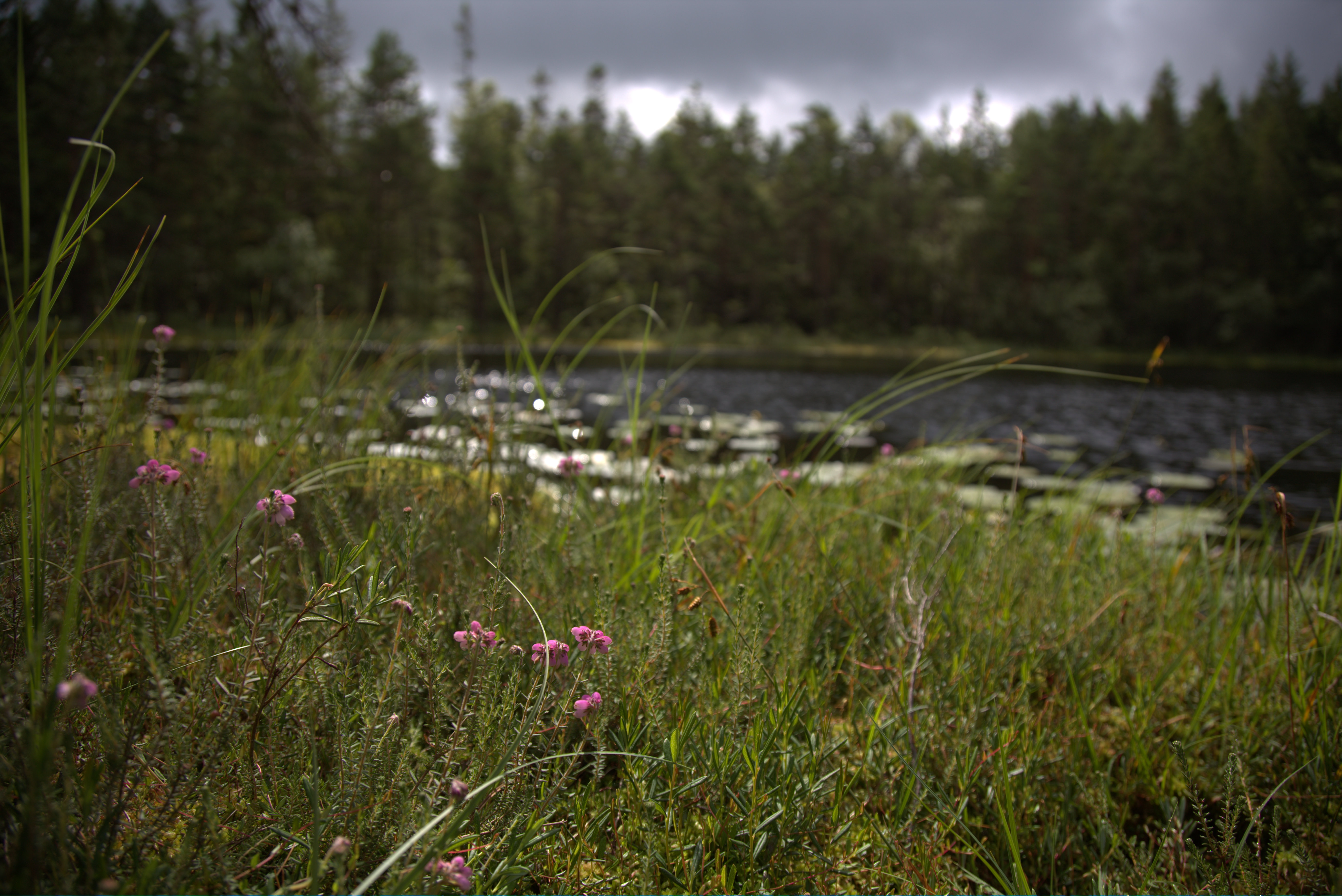
vue d'ensemble de Bruyère des marais (Suède)
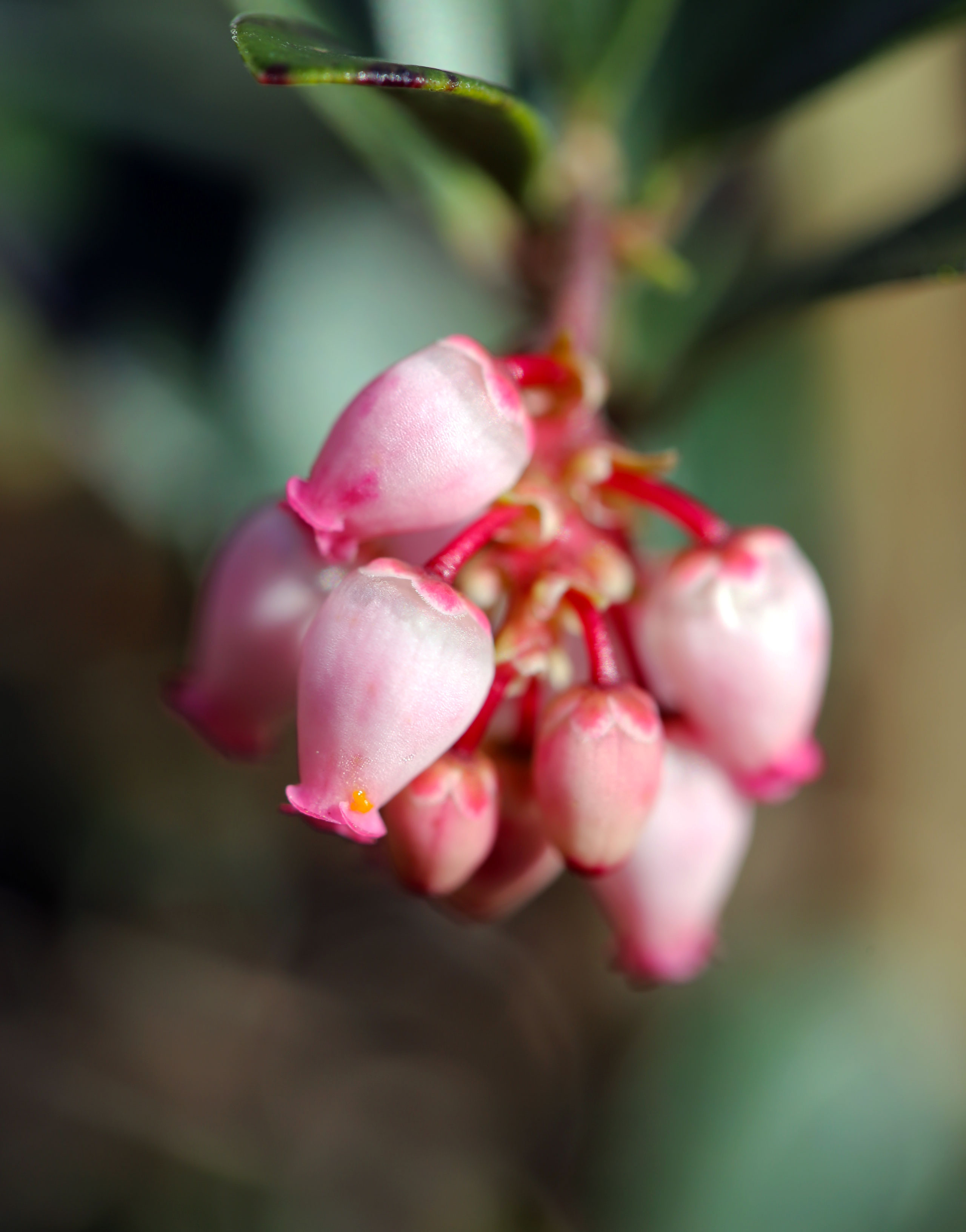
Corolles de Raisin d'Ours
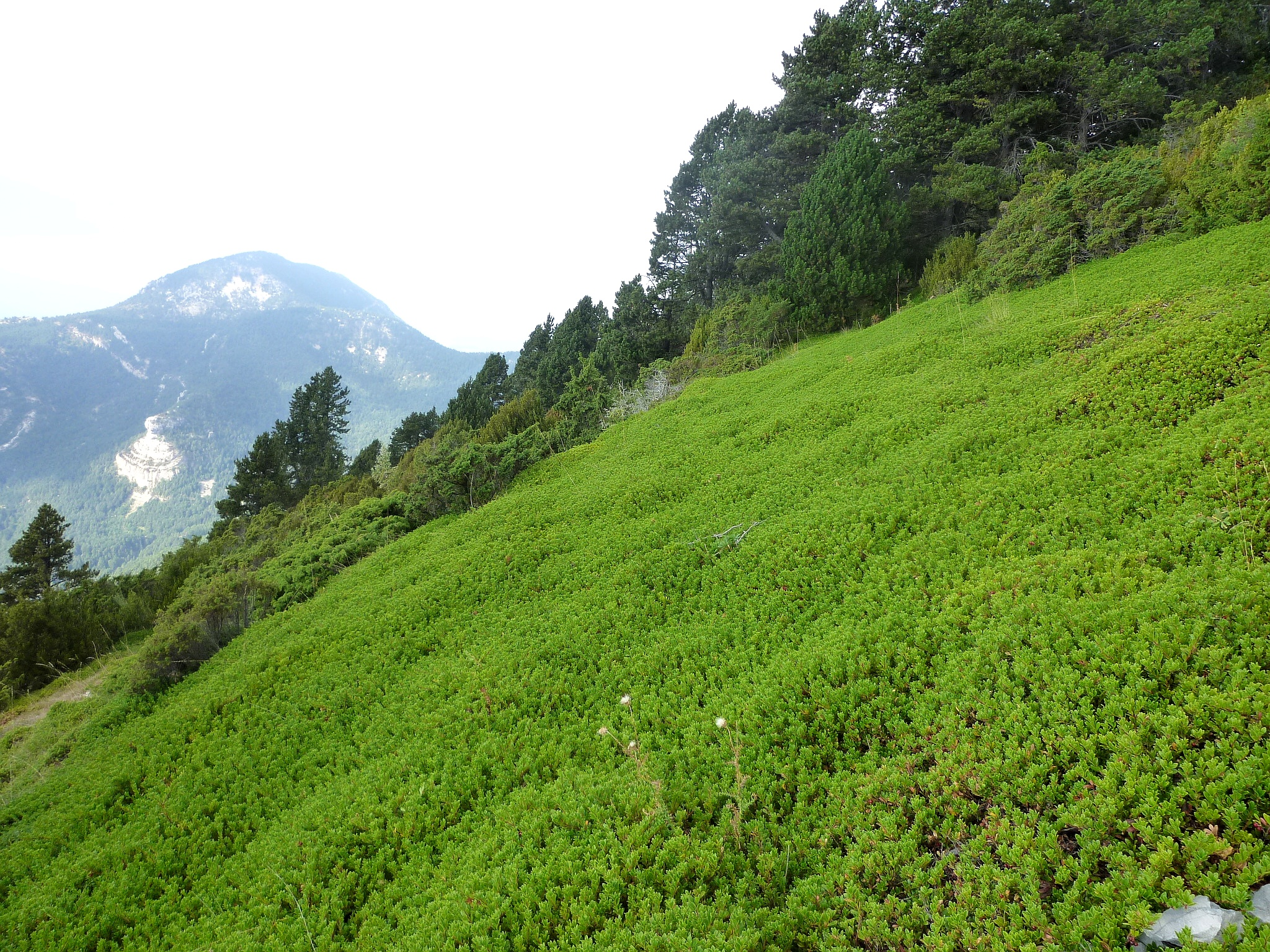
vue d'ensemble de Raisin d'Ours (Catalogne)

## Répartition
Ce Thrips est présent originellement sur l'ensemble de la zone paléarctique en excluant la Chine et semble avoir été importé en Amérique du Nord, en Nouvelle-Zélande et en Afrique centrale (Cameroun, Congo, Ghana, Nigeria, Soudan, Ouganda).